# Rekowski XII

Herb Rekowski XII

Rekowski XII – kaszubski herb szlachecki.

## Opis herbu
Opis z wykorzystaniem zasad blazonowania, zaproponowanych przez Alfreda Znamierowskiego:
W polu błękitnym podkowa srebrna, z dwiema gwiazdami złotymi w słup między ocelami Klejnot nieznany, na  hełmie brak korony. Labry błękitne, podbite srebrem.

## Najwcześniejsze wzmianki
Herb wymieniany przez Nowego Siebmachera (jako Rekowski VI i Rekowski), Żernickiego (Die polnischen Stamwappen, jako Rekowski) oraz Ostrowskiego (Księga herbowa rodów polskich, jako Rekowski VI). Herb pochodzi z pieczęci Rekowskiego (może Thomasa) z 1751 lub 1753 roku.

## Rodzina Rekowskich
Rekowski to jedno z najbardziej znanych nazwisk kaszubskich. Pochodzi od wsi Rekowo. Wieś ta była od początku własnością odrębnych rodzin, które przyjmowały następnie wspólne nazwisko odmiejscowe. Wedle dokumentu z 1638, powołującego się na przywilej z 1528, w Rekowie siedziały rody: Wotoch, Stip, Dorzik, Mrozik oraz Fritz (Fritze, Friz). W XVIII-XIX wieku dzielili się na linie: Wantochów (Wotochów), Stypów, Wryczów (Wrycza) i Gynzów (Günz). Herb Rekowski XII należał do bliżej nieokreślonego Rekowskiego, z gałęzi osiadłej w ziemi lęborskiej i wygasłej w XIX wieku.

## Herbowni
Rekowski.
Rekowscy z różnymi przydomkami oraz bez nich notowani byli z szeregiem innych herbów. Pełna lista w haśle Rekowski.